# 萨日朗街道
萨日朗街道，是中华人民共和国吉林省松原市前郭尔罗斯蒙古族自治县下辖的一个乡镇级行政单位。2022年6月1日设立，辖区范围东至阿阑豁阿大街，西至哈达大街、大广高速，南至哈萨尔路，北至松原大路。下辖阿拉坦社区部分区域；镇南、粮窝、红星3个村部分区域；孙喜窝堡村部分区域（哈萨尔路以北区域）。行政区划代码为220721002。

## 行政区划
萨日朗街道下辖以下地区：
阿拉坦社区部分区域；镇南、粮窝、红星3个村部分区域。